# Patrick Oboya
Patrick Oboya (Nairobi, 19 febbraio 1987) è un ex calciatore keniota, di ruolo centrocampista.

## Biografia
Anche lo zio Peter Dawo è stato un calciatore professionista.

## Carriera

### Club
Con la maglia del Gor Mahia Nairobi ha giocato 2 partite nella CAF Champions League.
In carriera ha anche giocato 27 presenze nella prima divisione ceca e 10 presenze nella prima divisione slovacca.

### Nazionale
Dal 2007 al 2012 con la nazionale del Kenya ha segnato 2 reti in 29 presenze.

## Palmarès

### Club

#### Competizioni nazionali
- Kenyan Premier League: 3

Tusker: 2007
Gor Mahia Nairobi: 2013, 2014